# Komm in meine Arme
Komm in meine Arme ist ein Lied der deutschen Rapperin und Sängerin Lune aus dem Jahr 2023, in Zusammenarbeit mit der deutschen Rapperin und Sängerin Céline. Das Stück ist die erste Singleauskopplung aus Lunes zweitem Studioalbum Mailan (2024).

## Entstehung und Artwork
Das Lied wurde von den beiden Interpretinnen selbst, zusammen mit dem Produzentenquartett Beatgees (bestehend aus Philip Böllhoff, Hannes Büscher, Sipho Sililo und David Vogt), Robin Haefs und Jan Platt, geschrieben. Das Produzentenquartett Beatgees zeichnete darüber hinaus für die Produktion verantwortlich. Die Abmischung und das Mastering erfolgten unter der Leitung des Berliner Tontechnikers Lex Barkey.
Auf dem Frontcover der Single ist – neben dem Liedtitel – ein Polaroid-Foto von einem Halbmond, vor einem schwarzen Hintergrund, zu sehen.

## Veröffentlichung und Promotion
Die Erstveröffentlichung von Komm in meine Arme erfolgte als Single am 29. September 2023 (Katalognummer: 19687148259). Diese erschien als digitaler Einzeltrack zum Download und Streaming durch Columbia Records. Vertrieben wurde das Lied durch Sony Music Entertainment. Am 21. Juni 2024 erschien das Lied als Teil von Lunes zweitem Studioalbum Mailan (Katalognummer: 19687218596), dessen erste Singleauskopplung es ist.

## Inhalt
| „Ich hol’ dich ab um zwei in dei’m schönsten Kleid. Ich hab’ alles dabei gegen Traurigkeit. Heute schein’n wir zwei in der Dunkelheit. Bis du nicht mehr weißt, wie er heißt.“ – Refrain, Original | Der Liedtext zu Komm in meine Arme ist zweisprachig in deutscher und französischer Sprache verfasst, wobei der deutschsprachige Anteil überwiegt. Die Musik und der Text wurden gemeinsam vom Produzentenquartett Beatgees, Céline, Robin Haefs, Lune und Jan Platt verfasst beziehungsweise komponiert. Musikalisch bewegt sich das Lied im Bereich des Hip-Hops, stilistisch im Bereich des Deutschraps. Das Tempo beträgt 146 Schläge pro Minute. Die Tonart ist g-Moll. Inhaltlich handelt es sich um ein Liebeslied, in dem die beiden Interpretinnen ihre Liebesbeziehung in Frage stellen. Das Lied spiegelt den inneren Kampf beziehungsweise den inneren Konflikt mit sich selbst wider. Aufgebaut ist das Lied auf zwei Strophen, einem Refrain und einer Bridge. Es beginnt mit der ersten Strophe, die als Achtzeiler verfasst wurde. Auf die erste Strophe folgt zunächst der ebenfalls aus acht Zeilen bestehende Prechorus, ehe der eigentliche Refrain einsetzt. Dieser setzt sich aus vier Zeilen zusammen. Der gleiche Aufbau wiederholt sich mit der zweiten Strophe, wobei diese nur aus vier Zeilen besteht. In der zweiten Strophe befindet sich die Zeile: „Was machst du da, Céline?“, ein wiederkehrendes Element in Célines Liedern. Nach dem zweiten Refrain setzt als musikalisches Zwischenspiel die Bridge ein, die als Siebenzeiler mit französischen Zeilen verfasst wurde. Danach endet das Lied mit dem dritten Refrain, der sich aus einer Wiederholung des Hauptteils zusammensetzt. Mit Ausnahme der Bridge werden alle Bestandteile von beiden Künstlerinnen interpretiert, teilweise im Duett, zu Teilen in einer Art Wechselspiel. Die Bridge wird alleine von Lune gesungen. |

## Musikvideo
Das Musikvideo zu Komm in meine Arme feierte seine Premiere am Tag der Singleveröffentlichung. Dieses lässt sich in zwei Abschnitte unterteilen. Zum einen sieht man Céline und Lune bei einem gemeinsamen Telefonat, zum anderen verbringen sie einen Tag zusammen. Dabei sieht man die beiden durch eine Stadt fahrend, beim Rosen-Kaufen und -Zerpflücken, in einem Kinosaal oder im strömenden Regen das Lied singend. Gegen Ende werfen sie die restlichen Rosen in ein Feuer. Das Video endet schließlich damit, dass sie ihr Telefonat beenden und die Hörer auflegen. Die Gesamtlänge des Videos beträgt 3:19 Minuten. Regie führte Dzevahir Aliti von Fati.TV. Bis Februar 2025 zählte das Video über 6,6 Millionen Aufrufe auf der Videoplattform YouTube.

## Mitwirkende
| Liedproduktion - Lex Barkey: Abmischung, Mastering - Hannes Büscher: Komposition, Liedtext, Musikproduktion - Philip Böllhoff: Komposition, Liedtext, Musikproduktion - Céline Dorka: Gesang, Komposition, Liedtext - Mailan Ghafouri: Gesang, Komposition, Liedtext - Robin Haefs: Komposition, Liedtext - Jan Platt: Komposition, Liedtext - Sipho Sililo: Komposition, Liedtext, Musikproduktion - David Vogt: Komposition, Liedtext, Musikproduktion Unternehmen - Columbia Records: Musiklabel - Fati.TV: Filmproduktion (Musikvideo) - Sony Music Entertainment: Musikvertrieb | Musikvideo - Yunus Aktas: Farbkorrektur - Dzhevahir Aliti: Regie - Seyit Bicakci: Set-Assistenz - Trung Bui: Lichttechnik - Canserdar Dogan: Line-Produktion - Tim Fischer: Oberbeleuchtung - Enzo Hip: Licht-Assistenz - Niklas Kamp: Fotografie - Luka Katic: Kameraassistenz - Altin Lluigiqi: Schnitt - Fitim Rustemi: Filmproduktion, Kamera - Laura Voyelle: Styling - Silvan Ali Yilmaz: Set-Assistenz |

## Rezensionen
Das deutschsprachige Rap-Online-Magazin Hiphop.de ist der Meinung, dass Céline und Lune hierbei mit der Liebe „struggeln“ (englisch für „kämpfen“) würden. In einem Wechselspiel zwischen den Zeilen würden sie dabei ihre inneren Konflikte enthüllen. Fast wie unter Freundinnen würden sie ehrlich darüber sprechen, dass sie ohne ihre aktuellen Partner vielleicht glücklicher wären.
Das deutschsprachige Rap-Online-Magazin 16BARS beschrieb Komm in meine Arme als ultimative „Girls-Support-Girls“–Hymne.

## Chartplatzierungen
Komm in meine Arme stieg am 6. Oktober 2023 auf Rang 14 der deutschen Singlecharts ein, was zugleich die beste Platzierung darstellte. Die Single platzierte sich acht Wochen am Stück in den Top 100, letztmals in der Chartwoche vom 24. November 2023. Darüber hinaus belegte das Lied in der gleichen Chartwoche Rang acht der deutschsprachigen Singlecharts, Rang 16 der Streamingcharts sowie Rang 50 der Downloadcharts. In Österreich stieg das Lied am 10. Oktober 2023 in die Charts ein und belegte dabei mit Rang 27 die höchste Platzierung. In der Schweiz platzierte sich das Lied zwei Wochen in den Charts und belegte in der ersten Chartwoche vom 8. Oktober 2023 mit Rang 48 die beste Platzierung.
Für Lune als Autorin und Interpretin ist Komm in meine Arme der 14. Charthit in Deutschland sowie der neunte in der Schweiz und sechste in Österreich. Zum sechsten Mal konnte sich ein Titel von ihr gleichzeitig in allen D-A-CH-Staaten platzieren. Céline erreichte hiermit in beiden Funktionen zum zwölften Mal die deutschen Singlecharts, nach Tränen aus Kajal und Ballade zum dritten Mal die Charts in Österreich sowie zum zweiten Mal nach Ballade in der Schweiz. Nach Ballade konnte sie zum zweiten Mal ein Lied gleichzeitig in allen D-A-CH-Staaten platzieren. In allen drei Ländern ist es ihr bis dato bestplatzierter Titel. In Deutschland lag ihre Bestplatzierung zuvor bei Rang 17 (Tränen aus Kajal), in Österreich bei Rang 51 (Tränen aus Kajal und Ballade) und in der Schweiz bei Rang 75.